# Blandford Forum
Blandford Forum ist ein Ort und ein Civil parish in der Grafschaft Dorset in England. Blandford Forum liegt 25,6 km von Dorchester entfernt. Im Jahr 2011 hatte es eine Bevölkerung von 10.325.

## Persönlichkeiten
- Thomas Pitt (1653–1726), Kaufmann und Politiker
- William Wake (1657–1737), Geistlicher der Kirche von England, Erzbischof von Canterbury 1716–1737
- Frederick Abberline (1843–1929), Inspektor der London Metropolitan Police
- Mary Gordon-Watson (* 1948), Reiterin